# Orlinda
Orlinda est une municipalité américaine située dans le comté de Robertson au Tennessee.
Selon le recensement de 2010, Orlinda compte 859 habitants. La municipalité s'étend sur 6,70 milles carrés (17,35 km2).
La localité est d'abord connue sous le nom de Crocker's Crossroads. Lors de la création de son bureau de poste, les autorités jugent ce nom trop proche de Tuckers Crossroads (en). Elles proposent alors aux habitants du bourg le nom d'Orlinda, unique dans le pays. Orlinda devient une municipalité en 1965.